# Gymnodoris
Gymnodoris Stimpson, 1855 è un genere di molluschi nudibranchi della famiglia Polyceridae.

## Tassonomia
Il genere comprende le seguenti specie:
- Gymnodoris alba (Bergh, 1877)
- Gymnodoris amakusana (Baba, 1996)
- Gymnodoris arnoldi (Burn, 1957)
- Gymnodoris aurita (Gould, 1852)
- Gymnodoris bicolor (Alder & Hancock, 1864)
- Gymnodoris brunnea Knutson & Gosliner, 2014
- Gymnodoris ceylonica (Kelaart, 1858)
- Gymnodoris citrina (Bergh, 1877)
- Gymnodoris coccinea (Eliot, 1904)
- Gymnodoris crocea (Bergh, 1889)
- Gymnodoris impudica (Rüppell & Leuckart, 1830)
- Gymnodoris inariensis Hamatani & Osumi, 2004
- Gymnodoris inornata (Bergh, 1880)
- Gymnodoris kouaouae (Risbec, 1928)
- Gymnodoris maculata Stimpson, 1855
- Gymnodoris marginata (Odhner, 1917)
- Gymnodoris nigricolor Baba, 1960
- Gymnodoris okinawae Baba, 1936
- Gymnodoris pattani Swennen, 1996
- Gymnodoris plebeia (Bergh, 1877)
- Gymnodoris pseudobrunnea Knutson & Gosliner, 2014
- Gymnodoris rubromaculata (Bergh, 1905)
- Gymnodoris striata (Eliot, 1908)
- Gymnodoris subflava Baba, 1949
- Gymnodoris subornata Baba, 1960
- Gymnodoris tuberculosa Knutson & Gosliner, 2014